# George Cummins
George Patrick Cummins (ur. 12 marca 1931 w Dublinie, zm. 29 listopada 2009 w Southport w Anglii) – irlandzki piłkarz.
W latach 1953–1961 rozegrał 19 meczów i strzelił 5 goli w reprezentacji Irlandii.